# Lynda Carter
Lynda Carter, właściwie Linda Jean Córdova Carter (ur. 24 lipca 1951 w Phoenix) – amerykańska aktorka telewizyjna i filmowa, piosenkarka, scenarzystka, finalistka konkursu piękności w Ameryce i Miss World 1972, najlepiej znana jako Wonder Woman / Diana Prince z serialu CBS Wonder Woman wyprodukowanego w latach 1975-1979.

## Filmografia

### Filmy fabularne
- 1976: Bobbie Jo and the Outlaw jako Bobbie Jo Baker
- 1983: Rita Hayworth: Bogini miłości (Rita Hayworth: The Love Goddess, TV) jako Rita Hayworth
- 1991: Tatuś (Daddy) jako Charlotte Sampson
- 1993: Lightning in a Bottle jako Charlotte Furber
- 2001: Straż wiejska (Super Troopers) jako gubernator Jessman
- 2004: The Creature of the Sunny Side Up Trailer Park jako Lynette
- 2005: Sky High jako główne mocarstwa
- 2005: Diukowie Hazzardu (The Dukes of Hazzard) jako Pauline
- 2020: Wonder Woman 1984 jako Asteria

### Seriale TV
- 1976: Starsky i Hutch (Starsky & Hutch) jako Vicky
- 1975–79: Wonder Woman jako Wonder Woman / Diana Prince
- 1980: Muppet Show - w roli samej siebie
- 1984: Współsprawcy (Partners in Crime) jako Carole Stanwyck
- 1994–95: Sokole Oko (Hawkeye) jako Elizabeth Shields
- 2003: Hope i Faith (Hope & Faith) jako Summer Kirkland
- 2005: Prawo i porządek: sekcja specjalna (Law & Order: Special Victims Unit) jako Lorraine Dillon
- 2005: Prawo i porządek (Law & Order) jako Lorraine Dillon
- 2007: Tajemnice Smallville (Smallville) jako Moira Sullivan
- 2013: Dwóch i pół (Two and a Half Men) - w roli samej siebie
- 2016: Supergirl jako prezydent USA Olivia Marsdin

## Dyskografia

### Albumy
- 1978: Portrait (wyd. Wounded Bird)
- 2009: At Last (wyd. Potomac Records)
- 2011: Crazy Little Things (wyd. Potomac Records)
- 2015: Fallout 4 (soundtrack gry) – EP